# Aechmea aripoensis
Aechmea aripoensis är en gräsväxtart som först beskrevs av Nicholas Edward Brown, och fick sitt nu gällande namn av Colin Stephenson Pittendrigh. Aechmea aripoensis ingår i släktet Aechmea och familjen Bromeliaceae. Inga underarter finns listade i Catalogue of Life.